# Schönsee
Schönsee là một thị xã ở huyện Schwandorf, bang Bayern, Đức. Đô thị này tọa lạc gần biên giới với Cộng hòa Séc, 38 km về phía đông bắc của Schwandorf, và 34 km về phía đông nam của Weiden in der Oberpfalz.